# 永遠ループ
「永遠ループ」（えいえんループ）は、和島あみの楽曲。大石昌良が作詞、金廣真悟が作曲を手掛けた。和島の2作目のシングルとして2016年8月10日にポニーキャニオンから発売された。
本曲はテレビアニメ「クロムクロ」の第2クールエンディングテーマに使用された。初回生産限定盤には特典DVDにエンディング主題歌MVが収録されている。 期間生産限定アニメジャケット盤には「永遠ループ－TV edit－」が収録されている。

## 収録曲

### 通常盤・初回限定版
1. 永遠ループ [3:49]
作詞：大石昌良、作曲：金廣真悟、編曲：eba
2. トオリアメ [3:30]
作詞：稲葉エミ、作曲・編曲：和田たけあき
3. 永遠ループ（Instrumental） [3:48]
4. トオリアメ（Instrumental） [3:28]

DVD（初回限定盤のみ）
1. 永遠ループ（Music Video）

### 期間生産限定アニメジャケット盤
1. 永遠ループ
2. トオリアメ
3. 永遠ループ－TV edit－
4. 永遠ループ（Instrumental）
5. トオリアメ（Instrumental）
6. 永遠ループ－TV edit－（Instrumental）